# Serge Vohor

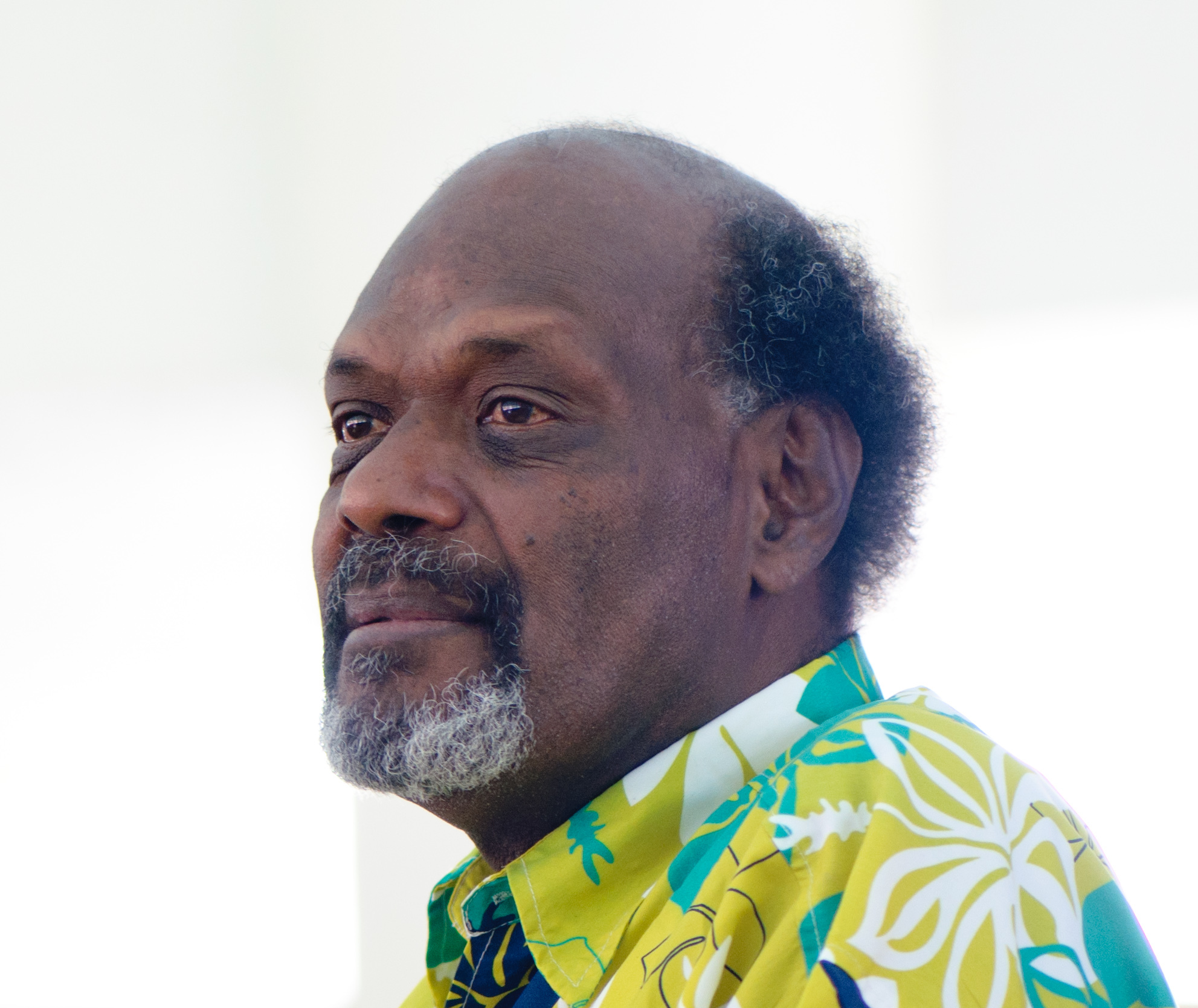
Serge Vohor (2012)

Serge Vohor (* 24. April 1955; † 21. November 2024) war ein vanuatuischer Politiker und mehrfacher Premierminister von Vanuatu.
Am 21. Dezember 1995 wurde Vohor erstmals Premierminister und löste Maxime Carlot Korman ab. Nur knapp drei Monate später kündigte er dann am 8. Februar 1996 seinen Rücktritt an und wurde am 23. Februar von Carlot Korman als Premierminister abgelöst.
Am 30. September 1996 sprach die Gesetzgebende Versammlung Carlot Korman dann mit 27 zu 22 Stimmen das Misstrauen aus und ermöglichte damit Vohor zum zweiten Mal die Wahl zum Premierminister. Bei der Parlamentswahl am 6. März 1998 erreichte Vohors „Union of Moderate Parties“ (UMP) nur 12 der 52 Parlamentssitze, während die „Vanua’aku Pati“ von Donald Kalpokas 18 Sitze und die „National United Party“ (NUP) des ersten Premierministers des unabhängigen Vanuatu, Walter Hadye Lini 11 Sitze erhielt. Kalpokas und Lini einigten sich daraufhin auf die Bildung einer Koalitionsregierung, die am 30. September 1998 dann zur Wahl Kalpokas zum Premierminister führte.
Am 25. November 1999 berief ihn Premierminister Barak Sopé zum Außenminister. Dieses Amt behielt er auch in der Regierung von Premierminister Edward Natapei ab April 2001. Dieser ernannte ihn dann am 3. Juni 2002 auch zum stellvertretenden Premierminister.
Am 29. Juli 2004 wurde Vohor zum dritten Mal Premierminister, nachdem ihn das Parlament zuvor mit 28 Stimmen zu 24 Stimmen für Ham Lini gewählt hatte. Bereits am 18. August 2004 bildete er dann eine Regierung der nationalen Einheit und ernannte seinen Gegenkandidaten Lini zum stellvertretenden Premier- und Innenminister. Ein Misstrauensvotum scheiterte am 1. September 2004, nach dem Vohor‘s Regierungskoalition 31 der 51 abgegebenen Stimmen erhielt. Allerdings war ein erneutes Misstrauensvotum vom 11. Dezember 2004 erfolgreich. Vohor, der dabei nur 14 Stimmen bei 39 Gegenstimmen erhielt, wurde daraufhin abgesetzt und durch Ham Lini ersetzt.
Nachdem Premierminister Sato Kilman am 24. April 2011 durch ein Misstrauensvotum gestürzt worden war, wurde Vohor vom Parlament zum vierten Mal zum Premierminister gewählt. Am 13. Mai 2011 erklärte jedoch der Oberste Gerichtshof Kilmans Abwahl für verfassungswidrig und setzte ihn wieder in sein Amt ein.  
| Personendaten    | Personendaten           |
| ---------------- | ----------------------- |
| NAME             | Vohor, Serge            |
| KURZBESCHREIBUNG | vanuatuischer Politiker |
| GEBURTSDATUM     | 24. April 1955          |
| STERBEDATUM      | 21. November 2024       |